# Svazek obcí Podoubraví
Svazek obcí Podoubraví je svazek obcí v okresu Havlíčkův Brod, jeho sídlem je Chotěboř a jeho cílem je rozvoj regionu. Sdružuje celkem 27 obcí a byl založen v roce 2004.

## Obce sdružené v mikroregionu
- Bezděkov
- Borek
- Chotěboř
- Čečkovice
- Dolní Sokolovec
- Havlíčkova Borová
- Heřmanice
- Jeřišno
- Jitkov
- Kraborovice
- Krucemburk
- Lány
- Libice nad Doubravou
- Maleč
- Nová Ves u Chotěboře
- Oudoleň
- Podmoklany
- Rušinov
- Slavětín
- Slavíkov
- Sloupno
- Sobíňov
- Uhelná Příbram
- Vilémov
- Víska
- Ždírec nad Doubravou
- Klokočov